# Oetwil am See
Oetwil am See (gzu. Öötwiil) – miejscowość i gmina (Politische Gemeinde) w północnej Szwajcarii, w kantonie Zurych, w okręgu (Bezirk) Meilen.

## Demografia
W Oetwil am See mieszka 4947 osób. W 2021 roku 30,1% populacji gminy stanowiły osoby urodzone poza Szwajcarią.

## Współpraca
Miejscowość partnerska:
- Uttenweiler, Niemcy

## Transport
Przez teren gminy przebiegają drogi główne nr 339 i nr 714.